# Thailändische Fußballnationalmannschaft (U-17-Junioren)
Die thailändische U-17-Fußballnationalmannschaft ist eine Auswahlmannschaft thailändischer Fußballspieler. Sie unterliegt der Football Association of Thailand und repräsentiert sie international auf U-17-Ebene, etwa in Freundschaftsspielen gegen die Auswahlmannschaften anderer nationaler Verbände, bei U-16-Asienmeisterschaft und U-17-Weltmeisterschaften.
Die Mannschaft wurde 1998 in Katar Asienmeister und 1996 im eigenen Land Vize-Asienmeister.
Bei ihren beiden WM-Teilnahmen 1997 und 1999 schied sie jeweils punktlos in der Vorrunde aus.

## Teilnahme an U-17-Weltmeisterschaften
(Bis 1989 U-16-Weltmeisterschaft)
| 1985 | nicht qualifiziert |
| 1987 | nicht qualifiziert |
| 1989 | nicht qualifiziert |
| 1991 | nicht qualifiziert |
| 1993 | nicht qualifiziert |
| 1995 | nicht qualifiziert |
| 1997 | Vorrunde           |
| 1999 | Vorrunde           |
| 2001 | nicht qualifiziert |
| 2003 | nicht qualifiziert |
| 2005 | nicht qualifiziert |
| 2007 | nicht qualifiziert |
| 2009 | nicht qualifiziert |
| 2011 | nicht qualifiziert |
| 2013 | nicht qualifiziert |
| 2015 | nicht qualifiziert |
| 2017 | nicht qualifiziert |
| 2019 | nicht qualifiziert |
| 2023 | nicht qualifiziert |

## Teilnahme an U-16-Asienmeisterschaft
| U-16-Asienmeisterschaft  | U-17-Asienmeisterschaft  |
| ------------------------ | ------------------------ |
| 1985: 4. Platz           |                          |
| 1986: nicht qualifiziert |                          |
| 1988: Vorrunde           |                          |
| 1990: nicht qualifiziert |                          |
|                          | 1992: Vorrunde           |
|                          | 1994: nicht qualifiziert |
|                          | 1996: 2. Platz           |
|                          | 1998: Asienmeister       |
|                          | 2000: Vorrunde           |
|                          | 2002: nicht qualifiziert |
|                          | 2004: Vorrunde           |
|                          | 2006: nicht qualifiziert |
| 2008: nicht qualifiziert |                          |
| 2010: nicht qualifiziert |                          |
| 2012: Vorrunde           |                          |
| 2014: Vorrunde           |                          |
| 2016: Vorrunde           |                          |
| 2018: Vorrunde           |                          |
|                          | 2023: Viertelfinale      |
|                          | 2025: Vorrunde           |